# Jack Tornek
Jack Tornek, pseudonimo di Issy Targownik (Minsk, 2 gennaio 1887 – Los Angeles, 18 febbraio 1974), è stato un attore bielorusso naturalizzato statunitense.
Durante la sua carriera partecipò a più di 450 film, interpretando principalmente ruoli in pellicole western.

## Filmografia parziale

### Cinema
- Rough Riders' Round-up, regia di Joseph Kane (1939)
- Tonto Basin Outlaws, regia di S. Roy Luby (1941)
- Boot Hill Bandits, regia di S. Roy Luby (1942)
- Cowboy Commandos, regia di S. Roy Luby (1943)
- Sunset in El Dorado, regia di Frank McDonald (1945)
- Montana Incident, regia di Lewis D. Collins (1952)
- Il maggiore Brady (War Arrow), regia di George Sherman (1953)
- La ragazza del rodeo (Born Reckless), regia di Howard W. Koch (1958)
- Arriva Jesse James (Alias Jesse James), regia di Norman Z. McLeod (1959)

### Televisione
- Le avventure di Campione (The Adventures of Champion) – serie TV, 4 episodi (1955-1956)
- Screen Directors Playhouse – serie TV, episodio 1x29 (1956)
- The Restless Gun – serie TV, 6 episodi (1957-1959)
- Cimarron City – serie TV, episodi 1x01-1x19 (1958-1959)
- La valle dell'oro (Klondike) – serie TV, episodio 1x03 (1960)
- Carovana (Stagecoach West) – serie TV, episodi 1x08-1x15 (1960-1961)
- Whispering Smith – serie TV, episodi 1x01-1x21 (1961)
- Outlaws – serie TV, 16 episodi (1960-1962)